# U.S. Route 73
La U.S. Route 73 è una strada statunitense a carattere nazionale che corre da nord a sud per 180 km (112 mi) dal Kansas nord-orientale al Nebraska sud-orientale.
Il termine settentrionale dell'autostrada è a Dawson (NE), all'intersezione con la U.S. Route 75; il suo termine meridionale è a Kansas City (KS), all'intersezione coll'Interstate 435.